# Comuna de Zielonki
Zielonki (polaco: Gmina Zielonki) é uma gminy (comuna) na Polónia, na voivodia de Pequena Polónia e no condado de Krakowski. A sede do condado é a cidade de Zielonki.
De acordo com os censos de 2004, a comuna tem 15 408 habitantes, com uma densidade 318,3 hab/km².

## Área
Estende-se por uma área de 48,4 km², incluindo:
- área agricola: 85%
- área florestal: 1%

## Demografia
Dados de 30 de Junho 2004:
|                      | Total   | Total | Mulheres | Mulheres | Homens  | Homens |
| -------------------- | ------- | ----- | -------- | -------- | ------- | ------ |
|                      | pessoas | %     | pessoas  | %        | pessoas | %      |
| População            | 15 408  | 100   | 7869     | 51,1     | 7539    | 48,9   |
| Densidade (pop./km²) | 318,3   | 100   | 162,6    | 162,6    | 155,8   | 155,8  |

De acordo com dados de 2002, o rendimento médio per capita ascendia a 1138,89 zł.

## Subdivisões
- Batowice, Bibice, Bosutów - Boleń, Brzozówka, Dziekanowice, Garlica Duchowna, Garlica Murowana, Garliczka, Grębynice, Januszowice, Korzkiew, Osiedle Łokietka, Owczary, Pękowice, Przybysławice, Trojanowice, Węgrzce, Wola Zachariaszowska, Zielonki.

## Comunas vizinhas
- Iwanowice, Kraków, Michałowice, Skała, Wielka Wieś